# Ningen
El Ningen (人間?) es una supuesta criatura gigante humanoide que habita en las profundidades del círculo polar ártico y antártico.

## Etimología
La palabra ningen (人間?) significa humano en japonés.

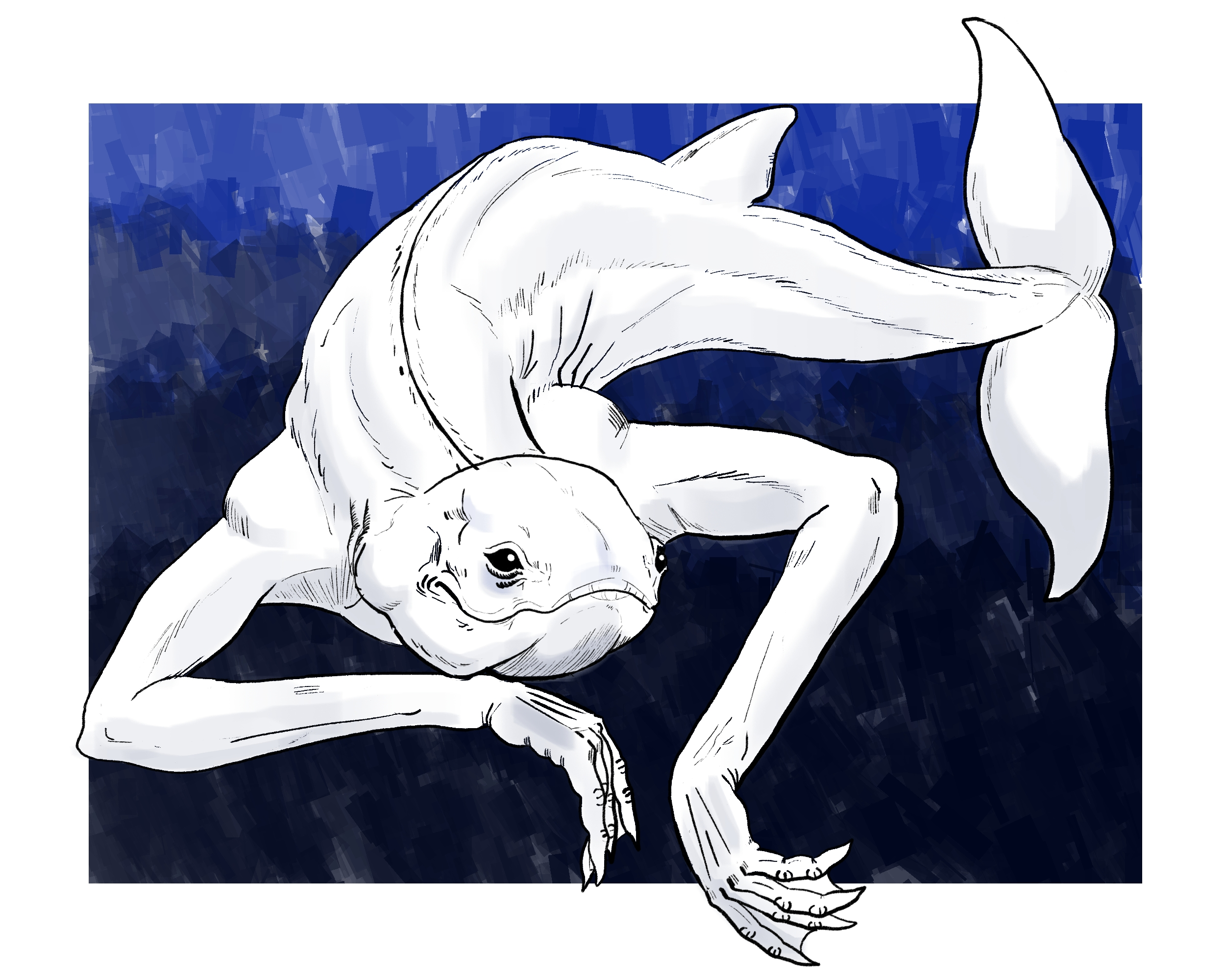
Interpretación artística sobre el Ningen

## Apariencia
Quienes han visto a esta criatura la describen como una ballena inmensa que puede ir desde los 30 hasta los 90 metros. Es completamente albina, con piel muy suave y con la cabeza muy parecida a las clásicas belugas, ahora bien, su cuerpo dispone de apéndices muy similares a los del cuerpo humano, como si tuviera algo parecido a brazos y piernas. Disponen, además, de grandes ojos, una boca inmensa y suelen subir a la superficie en las horas nocturnas.
Quien lo avistó, afirma que el Ningen tiene una cola de sirena en lugar de piernas, mientras que otros insisten en que tiene extremidades semejantes a miembros que le permiten, inclusive, andar en la tierra como un bípedo. La criatura tendría «manos», dotadas con cinco dedos en extremidades de brazos largos y delgados.

## Origen de la leyenda
Todo empezó a raíz de un popular foro japonés
de Internet conocido como 2channel. Uno de los usuarios que decía trabajar para un buque de investigación de ballenas, explicaba cómo fue su encuentro junto al de otros investigadores con el supuesto Ningen.
Un individuo anónimo que afirmaba trabajar en un «buque de investigación del gobierno», hizo un relato completo sobre el avistamiento de una de estas criaturas que acompañó al barco en el que estaba. Según el relato del testigo – corroborado más tarde por sus compañeros de investigación – la tripulación en cubierta fue atraída por la alerta de uno de los guardias que había visto lo que originalmente pensó que sería un «submarino extranjero». Cuando el buque de investigación se acercó al objeto quedó claro que no se trataba de un vehículo sumergible, sino de una forma de vida desconocida. La tripulación observó con admiración a la criatura gigante, tratada en un principio como una especie de ballena afligida por una anomalía. El animal nadó a una distancia de hasta 30 metros de la nave, dando vueltas y volviendo a la superficie al menos dos veces hasta que se sumergió y ya no la volvieron a ver.

## Supuestos avistamientos
Hay rumores persistentes que sugieren que los miembros de este equipo oceanográfico registraron la aparición tomando fotografías y elaborando películas extraordinarias de la «cosa» durante su breve encuentro. Estas imágenes habrían sido suprimidas y confiscadas a fin de salvar a la institución que promueve la misión de la vergüenza – y la ruina financiera – que se asocia con este tipo de titulares en los tabloides. Sin lugar a dudas, la explicación se refiere al supuesto avistamiento de una «medusa gigante» en 2002, que resultó ser un fiasco y mermó la credibilidad del órgano de investigación oceanográfica nacional en Japón, que dio crédito a las falsas imágenes.
Uno de los rumores más extraordinarios implicaba el avistamiento de un Ningen por la tripulación de un barco pesquero en aguas de Japón en 2008. La tripulación del pesquero habría visto no sólo uno, sino dos extrañas criaturas que nadaban en aguas poco profundas. Los animales le habrían dado la vuelta al pesquero varias veces, rompiendo la línea de superficie y aproximándose a tan sólo cinco metros. En ocasiones, los pescadores tomaban varias fotos y llegaban a hacer un video corto de la experiencia. También llegaron a grabar el canto de los animales. La evidencia real habría sido negociada con un canal de televisión japonesa, que compró el material y quiso presentarlo en un programa de televisión. En el último minuto, el material habría sido confiscado por las autoridades quienes exigieron la entrega de todas las fotos y películas bajo pena de ser procesados.
Los defensores de la existencia del Ningen afirman que la mayor parte de las fotos de mala calidad, los montajes y las los relatos simplistas llegaron al público para encubrir la verdad y que rechazaran cualquier idea de que estas cosas son reales. De acuerdo con estos «teóricos de la conspiración», la mejor manera de desacreditar a una historia real es contarla de una manera que cualquier mención parezca increíble, ridícula y delirante.

## Conspiración
Un rumor popular que se ha difundido en referencia a los Ningen es que el gobierno japonés, de hecho, ha tomado en serio los informes de la criatura, pero ha ocultado todas las pruebas reales. ¿Por qué el gobierno japonés haría eso? Una teoría es que el Ningen, sea lo que sea en realidad, es capaz de producir un compuesto químico raro que tiene propiedades medicinales. Otra es que es altamente venenoso, y el gobierno tiene la intención de convertir a la criatura en un arma.

## Posible explicación
Debido a la supuesta ubicación de Ningen, no ha sido factible que los criptozoólogos estudien a la criatura e investiguen los avistamientos. Debido a esto, toda la información sobre los Ningen proviene de relatos de testigos oculares y de pruebas fotográficas y de video, a menudo de baja calidad.
Con base en la evidencia disponible, algunos han especulado que el Ningen podría no ser una criatura viviente en absoluto, ya que muchas imágenes fijas existentes de la criatura tienden a parecerse más a bloques de hielo. Para aquellos que piensan que está vivo, se ha sugerido que el Ningen es una raya albina gigante, una ballena albina o una beluga. Algunas explicaciones han ido tan lejos como para sugerir que podría ser un perezoso acuático, o incluso una sirena, un extraterrestre o alguna especie humanoide acuática previamente desconocida.
Lo más probable es que Ningen sea un caso de pareidolia, la percepción de formas reconocibles en un patrón aleatorio. De los miles de grandes icebergs que flotan alrededor del Océano Antártico, algunos de ellos probablemente tengan una forma vagamente humana.

## Comportamiento
Según la mayoría de los relatos, las criaturas tienen hábitos nocturnos y prefieren las corrientes frías del océano.  Al igual que las ballenas, necesitan salir a la superficie para respirar, y cuando lo hacen liberan grandes cantidades de agua y espuma. En algunas ocasiones se les puede ver en parejas o incluso en grandes grupos, aunque con más frecuencia se encuentran solos. Hembras y machos son casi idénticos e imposible de distinguir el sexo, si es que existe esta separación.
Las veces en que fue avistado, el Ningen simplemente nadaba alrededor de los barcos manteniendo una distancia de al menos 10 metros. Los barcos que intentaron seguir el animal, encontraron que podía moverse rápidamente y desaparecer en cuestión de segundos hundiéndose en las profundidades. Algunos teóricos especulan que el Ningen habita aguas profundas y rara vez tiene que subir a la superficie, también se especula que vivirían bajo los casquetes polares donde encuentran nidos y depósitos de aire. El deshielo acelerado de estas capas de hielo podría obligar al Ningen a trasladarse lejos de su hábitat natural, lo que ha permitido avistamientos cada vez más frecuentes.